# 西班牙超級計算網絡

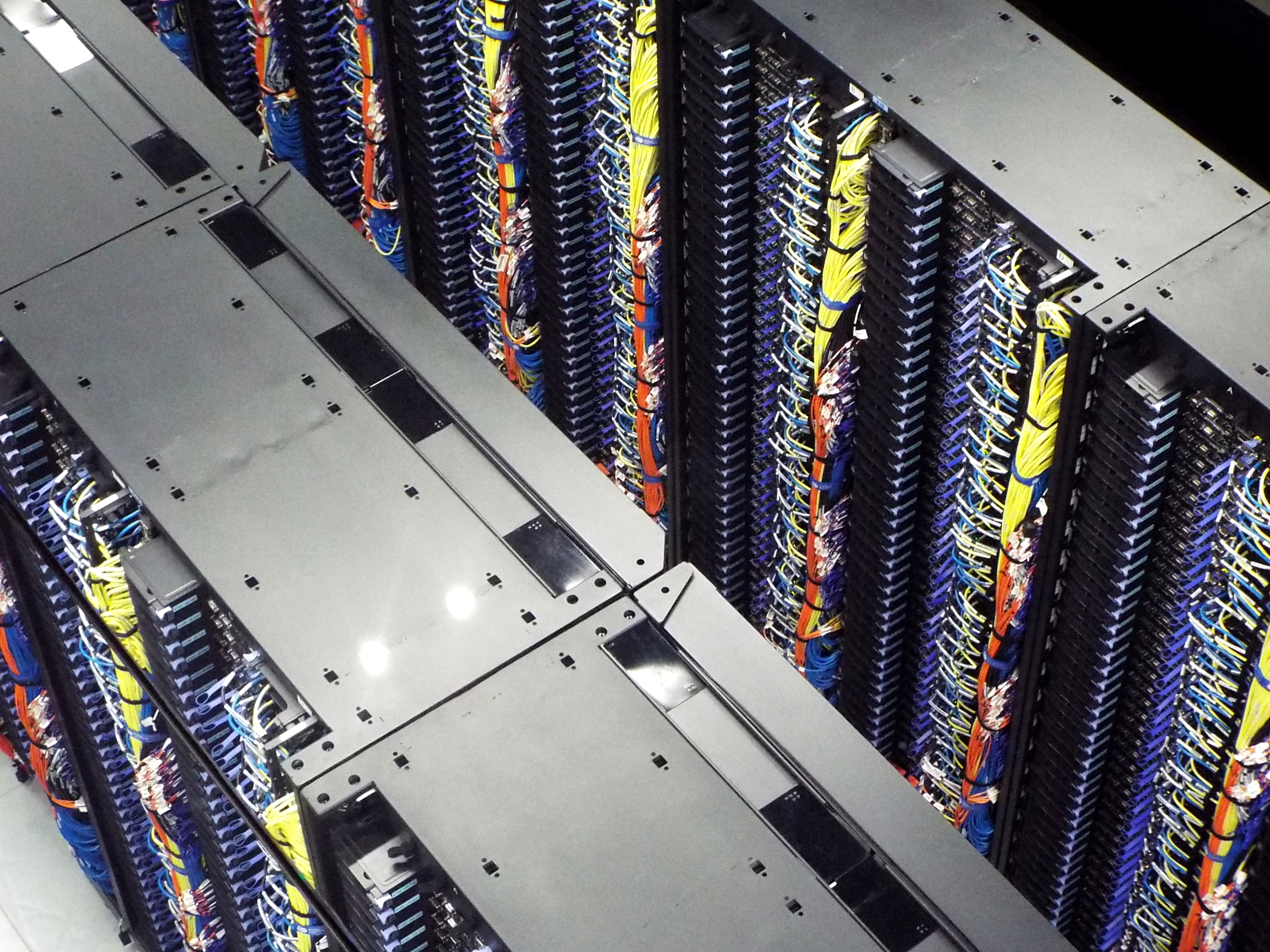
MareNostrum超級計算機（巴塞羅那超級計算中心）

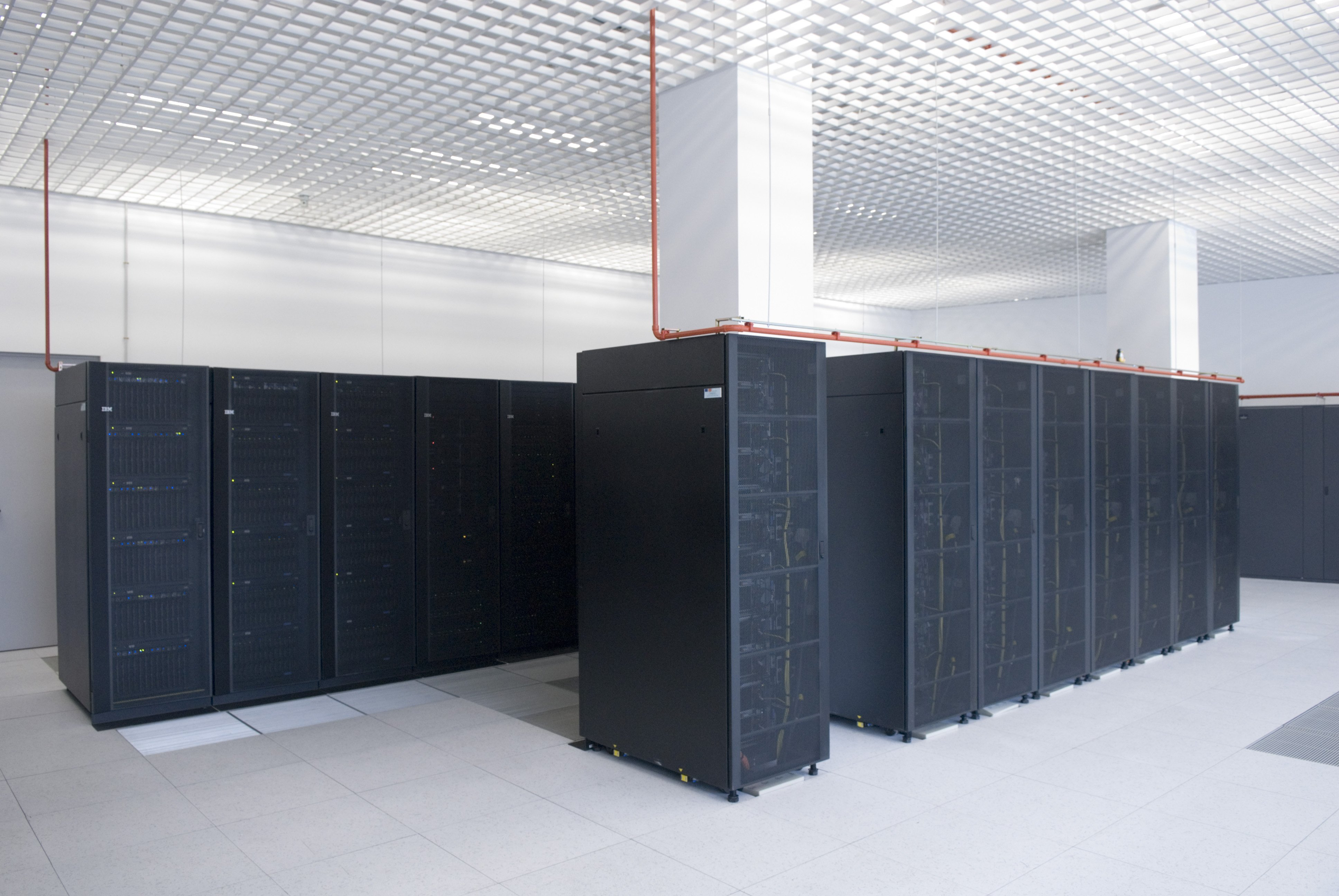
Magerit超級計算機（馬德里理工大學馬德里超級計算與可視化中心）

西班牙超級計算網絡（西班牙語：Red Española de Supercomputación，縮寫：RES）是一個分佈式科學與技術基礎設施，由位于不同研究中心與大學中的13台超級計算機互連組成，分佈於整個西班牙，它們共同為科學界提供高性能計算資源。它由巴塞羅那超級計算中心所協調。

## 歷史
西班牙超級計算網絡由西班牙教育部與科學部於2007年3月創建，旨在滿足西班牙日益增長的計算資源需求。為實現這一目標，將MareNostrum超級計算機進行升級，並將MareNostrum的舊節點用於創建五個新節點（Altamira、CesarAugusta、LaPalma、Picasso、Tirant）。
2009年，Atlante超級計算機加入該網絡，超級計算機群的軟體升級至同一級別。
2011年，Magerit進行升級，成為西班牙與該網絡中最強大的超級計算機，峰值功率達到1034兆每秒浮點運算次數。 
2014年，Teide-HPC超級計算機於特內里費島開始運作，當時為西班牙第二大計算機。其計算能力為一萬台辦公電腦。
2015年，五個新節點成為網絡的一部分
：
1. Finisterrae II：位於加利西亞超級計算中心（英语：CESGA）
2. Pirineus：位於加泰羅尼亞大學服務聯盟（Consorcio de Servicios Universitarios de Cataluña，CSUC）
3. Lusitania：位於埃斯特雷馬杜拉計算與先進技術基金會（the Fundación Computación y Tecnologías Avanzadas de Extremadura）
4. Caléndula：位於卡斯蒂利亞萊昂超級計算中心（the Centro de Supercomputación de Castilla y León）
5. Cibeles：位於馬德里自治大學

2016年5月，Atlante超級計算機在RES停止運行，目前該網絡由12個機構與13個超級計算機組成。
2017年7月1日，MareNostrum 4開始運行，新款超級計算機比其前身MareNostrum III運算功能強12.4倍，峰值功率達到11.15千兆每秒浮點運算次數。 Marenostrum III機架分佈在RES不同中心之間，以擴大網絡的總計算能力。

## 資源使用
所有超級計算資源旨在用於非營利性研發目的，向學術界與公共研究中心的西班牙研究小組開放。其他國家的研究小組也可以申請RES資源，但建議西班牙研究人員參與。
通過競爭性招標授予計算資源。准入委員會每四個月對提案進行一次評估，由著名科學家組成的專家小組提供建議。RES資源使用是根據卓越性與科學影響的標準所分配的。研究小組不需為RES資源使用付費。

## 外部連結
- RES官方網站 （页面存档备份，存于）
- Barcelona Supercomputing Center （页面存档备份，存于）（BSC）
- Centro de Supercomputación y Visualización de Madrid （页面存档备份，存于）（CeSViMa）